# Juanita Alzate
Pour les articles homonymes, voir Alzate.
Juanita Alzate est une joueuse internationale colombienne de rink hockey. 

## Palmarès
En 2016, elle participe au championnat du monde.